# جيف هيوستن
جيف هيوستن (بالإنجليزية: Geoff Huston)‏ مواليد 8 نوفمبر 1957 في بروكلين، نيويورك، هو لاعب كرة سلة أمريكي معتزل. بدأ مسيرته الاحترافية في سنة 1979. تم اختياره من قبل فريق نيويورك نيكس خلال الدرافت. يبلغ طوله 6 قدم 2 بوصة (1.9 م). اعتزل اللعب في 1990. أحرز خلال مسيرته في الإن بي إيه 4380 نقطة بمعدل 8.8 نقاط في المباراة الواحدة.

## المسيرة الاحترافية
لعب مع نيويورك نيكس في موسم 1979–1980، ثم لعب مع دالاس مافيريكس في موسم 1980–1981، ثم لعب مع كليفلاند كافالييرز في سنة 1981، ثم لعب مع غولدن ستايت ووريورز في موسم 1985–1986، ثم لعب مع لوس أنجلوس كليبرز في سنة 1986.

## روابط خارجية
- جيف هيوستن على موقع إن بي أي (الإنجليزية)
- جيف هيوستن على موقع سبورتس رفرنس (الإنجليزية)
- جيف هيوستن على موقع كلية كرة السلة في سبورتس رفرنس.كوم (الإنجليزية)
- جيف هيوستن على موقع ريلجم (الإنجليزية)
- جيف هيوستن على موقع بروبوليرز (الإنجليزية)